# Curtis Rowe
Curtis Rowe jr. (Bessemer, 2 luglio 1949) è un ex cestista statunitense, professionista nella NBA.

## Carriera
Venne selezionato dai Detroit Pistons al primo giro del Draft NBA 1971 (11ª scelta assoluta).

## Palmarès
- 3 volte campione NCAA (1969, 1970, 1971)
- NCAA AP All-America Second Team (1971)
- NBA All-Star (1976)